# Martha's Vineyard (album)
Martha's Vineyard è il ventesimo album in studio della cantante danese Alberte Winding, pubblicato il 22 maggio 2020 su etichetta discografica Target Records.

## Tracce
1. Januar – 3:10
2. Med vinden i håret – 3:55
3. Hot Tin Roof – 2:37
4. Der er så meget jeg ikke fortæller – 2:39
5. Square Rigger – 2:48
6. Carol og George – 2:29
7. Californisk lys – 3:16
8. Blackberry Brandy – 4:01
9. Vild – 3:27
10. Menemsha Beach – 1:51

## Classifiche
| Classifica (2020) | Posizione massima |
| ----------------- | ----------------- |
| Danimarca         | 12                |